# Alep Njallajávrre
Alep Njallajávrre är en sjö i Arjeplogs kommun i Lappland och ingår i Saltelvas huvudavrinningsområde. Sjön har en area på 0,413 kvadratkilometer och ligger 674,6 meter över havet. Sjön avvattnas av vattendraget Graddiselva.

## Delavrinningsområde
Alep Njallajávrre ingår i det delavrinningsområde (740520-149694) som SMHI kallar för Mynnar i Norge. Medelhöjden är 710 meter över havet och ytan är 15,35 kvadratkilometer. Det finns ett avrinningsområde uppströms, och räknas det in blir den ackumulerade arean 54,57 kvadratkilometer. Avrinningsområdets utflöde Graddiselva mynnar i havet. Avrinningsområdet består mestadels av öppen mark (81 procent) och kalfjäll (15 procent). Avrinningsområdet har 0,41 kvadratkilometer vattenytor vilket ger det en sjöprocent på 2,7 procent.